# 皇学所・漢学所
皇学所（こうがくしょ）・漢学所（かんがくしょ）は、王政復古直後に明治政府によって京都に設置された高等教育機関。大学寮に替わる組織を目指したが挫折した。
この項目では前身機関たる「大学寮代」、および後身機関である「大学校代」についても述べる。

## 沿革
平安時代末期の安元の大火によって大学寮が事実上廃絶して以後、朝廷内に公式な教育機関は存在しなかった。仁孝天皇は教育機関再建を目指して京都御所内に学習院を設置した（弘化4年（1847年））。
学習院は大政奉還以後の政治的混乱から一時閉鎖していたが、大政奉還から半年後の慶応4年3月12日（1868年4月4日）に再開された。だが、学習院が旧来の大学寮同様の儒教に基づく教育方針を採っていたことに不満を抱いた平田派の国学者は、国学と神道を中心に据えた学習院の改革あるいは新制学校の創設を求めたのである。
これに先立って、平田鐵胤・玉松操・矢野玄道の3名の国学者に新制学校の調査を命じられて3月28日（新暦5月9日）に報告が出された。報告では、大学寮・学習院に替わって学舎制を導入して本教学（国学・神道）・経世学（政治・経済）・辞章学（文学・書画）・方伎学（医学・芸術）・外蕃学（洋学・科学）の5科編成の構成とし、儒教を中心とする明経道に代わり、国学を中心とする本教学を中心とする制度にしようとしたのである。
だが、この構想に反対する保守的な公家勢力や儒学者を中心に4月15日（新暦5月26日）に学習院を大学寮代と改称して大学寮再建方針が打ち出されたのである。これに平田らは強く反発した。憂慮した松代藩士・長谷川昭道は岩倉具視に意見書を送って両者間の妥協を促す意見書を出した。岩倉はこれに同意して9月13日（新暦10月28日）に平田案に基づく国学中心の皇学所と大学寮代を改組した漢学中心の漢学所の2校体制に移行したのである。9月16日（新暦10月31日）には京都に「大学校」を新設する太政官布告が出され、これにより漢学所は9月18日（新暦11月2日）に開講し、皇学所はやや遅れて12月14日（1869年1月26日）に開講した。皇学所では前記の科目を教授し校内に天御中主神以下の神々を学神として祀る神殿を設け、生徒数は8歳から38歳まで108名、漢学所の生徒数は130名程度であった。
ところが、直後に東京奠都が決定され、東京に移った政府は旧江戸幕府の昌平学校などを基礎として洋学などを織り交ぜた「大学校」の設置（明治2年7月8日（新暦8月15日））へと構想を修正した。これにより両学所の実質は東京へ移されることになり、皇漢両学を教授する大学校の「本校」には皇学所の出身者が採用された。そして同年9月2日（新暦10月6日）に皇学所・漢学所の廃止命令が出され、8日後には皇学所・漢学所ともに廃止されたのである。
だが、この決定に皇学所・漢学所ともに強く反発した。これに押された留守官は、東京に置かれた大学校を補完するとして12月10日（1870年1月11日）に独断で旧皇学所と旧漢学所を統合した大学校代を設置した。しかし大学校代は、東京奠都で多くの公家が京都を去ったことも影響して生徒を十分に集めることができず、また皇漢両派の対立がやまなかったため、翌明治3年7月25日（1870年8月21日）、不振を理由にこれを廃止し京都府に移管する政府の命令が下った。そして同年12月7日（1871年1月16日）、「府学」（京都府中学校）として開校した。一方、東京の大学（大学校を改称）本校でも「学神祭」などをめぐって旧昌平黌系と旧皇学所系の対立が激化し、同時期の明治3年7月に内紛を理由に大学本校が閉鎖されていた。
京都における「大学校代」挫折の結果、新政府の大学設置構想は東京を中心に進展し、またそのなかで国学系・漢学系の影響力は著しく低下した。彼らの復権は1877年（明治10年）4月に発足した東京大学文学部に「和漢文学科」が設置されるまで待たなければならず、また京都に初めての大学（京都帝国大学）が設置されるのは、さらにそれから20年経過した1897年のことであった。

## 所在地
皇学所は当初、丸太町通北の九条邸内（現在の京都御苑内・九条池（厳島神社）の少し北）に設置が予定されていたが、京都御苑北の二条邸内（現・同志社大学今出川校地構内東南部付近）に設置された。漢学所は鴨川西岸の梶井宮邸内（現在の京都府立医科大学体育館付近）に所在していた。大学校設置にともない両者は規模を縮小し旧皇学所の所在していた二条邸内に統合された。その後、府立中学校への転換にともない二条城北の旧所司代跡地に移転した。

## 関連文献
学習院 (幕末維新期)・大学校 (1869年)の関連文献も参照のこと。
単行書
- 京都市 『京都市の歴史7：維新の激動』 京都市史編纂所、1974年

事典項目
- 麻生誠 「高等教育〈学制以前〉」「皇学所・漢学所」 『日本近代教育史事典』 平凡社、1971年
- 時野谷勝 「皇学所」 『日本近現代史辞典』 東洋経済新報社、1979年
- 大久保利謙 「皇学所」 『国史大辞典』第5巻 吉川弘文館、1985年
- 寺崎昌男 「皇学所」 『日本歴史大事典』第2巻 小学館、2000年